# Prymnesiales
Prymnesiales es un orden de protistas del subfilo Haptophyta integrado por algas unicelulares, móviles o no, algunas veces formando colonias. Usualmente presentan dos flagelos y un apéndice flexible o enrollado en espiral denominado haptonema. En la mayoría de los casos, la superficie celular está cubierta por placas orgánicas, pero a veces están ausentes. En algunas especies se ha observado alternancia de generaciones. Algunos géneros como Chrysochromulina y Prymnesium producen toxinas que son fatales para los peces.